# Santos Iriarte
Victoriano Santos Iriarte,  född den 2 november 1902 och död den 10 november 1968, var en uruguayansk fotbollsspelare.

## Klubbkarriär
Iriarte spelade under sin karriär för Racing Club de Montevideo och för CA Peñarol i Montevideo.

## Landslagskarriär
Iriarte blev uttagen till Uruguays VM-trupp till det första världsmästerskapet i fotboll 1930 på hemmaplan i Uruguay. Där fick han spela båda Uruguays matcher i gruppspelat mot Peru och Rumänien. Han fick sedan även spela i både semifinalen mot Jugoslavien som Uruguay vann med 6-1 och Iriarte gjorde ett av målen. Han fick sedan även spela i finalen mot grannlandet Argentina. I finalen gav han Uruguay ledningen med 3-2 i den 68:e matchminuten och efter ytterligare ett mål av Héctor Castro vann Uruguay finalen och blev de första världsmästarna i fotboll.